# Beaufour-Druval
Beaufour-Druval és un municipi francès situat al departament de Calvados i a la regió de Normandia. L'any 2007 tenia 424 habitants.

## Demografia

### Població
El 2007 la població de fet de Beaufour-Druval era de 424 persones. Hi havia 158 famílies de les quals 28 eren unipersonals (16 homes vivint sols i 12 dones vivint soles), 47 parelles sense fills, 71 parelles amb fills i 12 famílies monoparentals amb fills.
La població ha evolucionat segons el següent gràfic:
Habitants censats

### Habitatges
El 2007 hi havia 247 habitatges, 157 eren l'habitatge principal de la família, 79 eren segones residències i 11 estaven desocupats. Tots els 245 habitatges eren cases. Dels 157 habitatges principals, 126 estaven ocupats pels seus propietaris, 28 estaven llogats i ocupats pels llogaters i 3 estaven cedits a títol gratuït; 3 tenien dues cambres, 27 en tenien tres, 38 en tenien quatre i 88 en tenien cinc o més. 142 habitatges disposaven pel capbaix d'una plaça de pàrquing. A 65 habitatges hi havia un automòbil i a 82 n'hi havia dos o més.

### Piràmide de població
La piràmide de població per edats i sexe el 2009 era:
| Homes | Edats   | Dones |
| ----- | ------- | ----- |
| 0     | 95 o +  | 0     |
| 0     | 90 a 94 | 0     |
| 0     | 85 a 89 | 0     |
| 4     | 80 a 84 | 4     |
| 0     | 75 a 79 | 0     |
| 8     | 70 a 74 | 12    |
| 8     | 65 a 69 | 8     |
| 12    | 60 a 64 | 20    |
| 16    | 55 a 59 | 12    |
| 4     | 50 a 54 | 12    |
| 12    | 45 a 49 | 8     |
| 12    | 40 a 44 | 24    |
| 8     | 35 a 39 | 20    |
| 16    | 30 a 34 | 4     |
| 12    | 25 a 29 | 16    |
| 4     | 20 a 24 | 0     |
| 20    | 15 a 19 | 12    |
| 20    | 10 a 14 | 8     |
| 12    | 5 a 9   | 4     |
| 8     | 0 a 4   | 12    |

## Economia
El 2007 la població en edat de treballar era de 275 persones, 202 eren actives i 73 eren inactives. De les 202 persones actives 189 estaven ocupades (107 homes i 82 dones) i 13 estaven aturades (6 homes i 7 dones). De les 73 persones inactives 35 estaven jubilades, 20 estaven estudiant i 18 estaven classificades com a «altres inactius».

### Ingressos
El 2009 a Beaufour-Druval hi havia 163 unitats fiscals que integraven 418,5 persones, la mediana anual d'ingressos fiscals per persona era de 16.740 €.

### Activitats econòmiques
Dels 29 establiments que hi havia el 2007, 1 era d'una empresa extractiva, 2 d'empreses de fabricació d'altres productes industrials, 8 d'empreses de construcció, 5 d'empreses de comerç i reparació d'automòbils, 1 d'una empresa de transport, 1 d'una empresa d'hostatgeria i restauració, 2 d'empreses d'informació i comunicació, 3 d'empreses immobiliàries, 3 d'empreses de serveis, 1 d'una entitat de l'administració pública i 2 d'empreses classificades com a «altres activitats de serveis».
Dels 9 establiments de servei als particulars que hi havia el 2009, 4 eren paletes, 1 guixaire pintor, 1 fusteria, 1 electricista, 1 empresa de construcció i 1 restaurant.
L'any 2000 a Beaufour-Druval hi havia 24 explotacions agrícoles que ocupaven un total de 616 hectàrees.

## Poblacions més properes
El següent diagrama mostra les poblacions més properes.